# Institutul Internațional de Management „IMI-NOVA”
„IMI-NOVA” este o instituție privată de învățământ superior din Chișinău (Republica Moldova), fondată în cadrul unui proiect finanțat de către Ministerul Afacerilor Externe al Franței în anul 1995. Institutul oferă studii economice de ciclul I (licență) și ciclul II (masterat). Printre specialități se numără, cele din cadrul activităților economice (relații economice internaționale, finanțe și bănci, business și administrare, contabilitate, marketing și logistică, turism, etc.), dar și din sfera non-economică (relațiile internaționale, dreptul, politologia și științele comunicării).   

## Legături externe
- Site web
- Institutul Internațional de management “IMI-NOVA”[nefuncțională – arhivă]
 (studiimoldova.md)
- Informații Arhivat în 16 octombrie 2014, la Wayback Machine. la sfm.md